# 全日本実業柔道団体対抗大会
全日本実業柔道団体対抗大会（ぜんにほんじつぎょうじゅうどうだんたいたいこうたいかい）は、実業団柔道の団体戦。毎年5月下旬か6月上旬に持ち回りで開催されている。

## 概説
1951年に第1回大会を開催。女子は1990年に初開催。全日本実業柔道連盟主催、厚生労働省・全日本柔道連盟・講道館・読売新聞社などの後援で行われる。男女一部の優勝チームには厚生労働大臣杯が授与される。
男子は第38回（1986年）まで二部制、第39回以降は三部制となっており、成績による入れ替えも行われている。
女子は第47回（1995年）まで一部制、第48回（1996年）以降は二部制となっているが、昇降格はない。ただし、一部出場チームは各階級1名以上揃わなければならない。
なお、これとは別に全日本実業柔道個人選手権大会が8月に尼崎市記念公園総合体育館で開催されている。
2020年8月に開催予定だった今大会は、新型コロナウイルスの影響で中止となった。2021年の大会も新型コロナウイルスの影響で中止となった。
2022年5月には3年ぶりに大会が再開された。

## 歴代優勝チーム

### 男子
- 1951年：東洋レーヨン滋賀
- 1952年：東洋レーヨン滋賀
- 1953年：富士製鉄広畑
- 1954年：全富士製鉄
- 1955年：日本鋼管
- 1956年：倉敷レイヨン
- 1957年：東洋レーヨン滋賀
- 1958年：八幡製鉄
- 1959年：富士製鉄
- 1960年：東洋レーヨン
- 1961年：東洋レーヨン
- 1962年：富士製鉄
- 1963年：東洋レーヨン
- 1964年：富士製鉄
- 1965年：三菱重工業名古屋
- 1966年：倉敷レイヨン
- 1967年：博報堂
- 1968年：富士製鉄
- 1969年：富士製鉄
- 1970年：新日本製鉄
- 1971年：新日本製鉄
- 1972年：新日本製鉄
- 1973年：新日本製鉄
- 1974年：新日本製鉄
- 1975年：旭化成工業
- 1976年：新日本製鉄
- 1977年：新日本製鉄
- 1978年：新日本製鉄
- 1979年：旭化成工業
- 1980年：新日本製鉄
- 1981年：新日本製鉄
- 1982年：新日本製鉄
- 1983年：新日本製鉄
- 1984年：新日本製鉄
- 1985年：新日本製鉄
- 1986年：京葉ガス
- 1987年：京葉ガス
- 1988年：新日本製鐵
- 1989年：新日本製鐵
- 1990年：旭化成工業
- 1991年：新日本製鐵
- 1992年：旭化成工業
- 1993年：旭化成工業
- 1994年：日本中央競馬会
- 1995年：新日本製鐵
- 1996年：新日本製鐵
- 1997年：旭化成工業
- 1998年：新日本製鐵
- 1999年：旭化成工業A
- 2000年：新日本製鐵A
- 2001年：綜合警備保障A
- 2002年：旭化成
- 2003年：旭化成
- 2004年：旭化成A
- 2005年：旭化成
- 2006年：綜合警備保障
- 2007年：旭化成A
- 2008年：綜合警備保障
- 2009年：日本中央競馬会
- 2010年：新日本製鐵
- 2011年：新日本製鐵
- 2012年：旭化成A
- 2013年：旭化成A
- 2014年：旭化成A
- 2015年：旭化成A
- 2016年：日本中央競馬会
- 2017年：日本中央競馬会
- 2018年：旭化成
- 2019年：日本中央競馬会
- 2022年：旭化成
- 2023年：旭化成
- 2024年：旭化成A
- 2025年：旭化成

### 女子
- 1990年：ミキハウス
- 1991年：ミキハウスB
- 1992年：ミキハウスA
- 1993年：コマツA
- 1994年：コマツA
- 1995年：ミキハウスA
- 1996年：ミキハウス
- 1997年：ダイコロ
- 1998年：ミキハウス
- 1999年：ダイコロ
- 2000年：コマツ
- 2001年：コマツ
- 2002年：三井住友海上
- 2003年：三井住友海上
- 2004年：ミキハウス
- 2005年：三井住友海上
- 2006年：三井住友海上
- 2007年：コマツ
- 2008年：コマツ
- 2009年：コマツ
- 2010年：コマツ
- 2011年：自衛隊体育学校
- 2012年：コマツ
- 2013年：三井住友海上
- 2014年：コマツ
- 2015年：三井住友海上
- 2016年：三井住友海上
- 2017年：コマツ
- 2018年：三井住友海上
- 2019年：コマツ
- 2022年：三井住友海上
- 2023年：JR東日本
- 2024年：JR東日本
- 2025年：JR東日本